# Untangle
Untangle este o companie privată care ofera gateway-uri open source pentru companii mici. Untangle ofera multe soluții de rețea ca blocarea spam-ului, blocarea programelor dăunătoare, filtre de web, filtre contra paginilor falsificate, prevenirea intruziunii, și altele ca UTM, pe platforma Untangle Gateway Platform.
Untangle a fost fondat în anul 2003 ca Metavize, Inc. de John Irwin și Dirk Morris. Metavize a fost prezentat oficial în 2005 la Demo@15! În 2006, Metavize a adunat un capital de $10.5M din partea firmelor CMEA Ventures și Rustic Canyon Partners, a numit pe Bob Walters ca CEO, si a schimbat numele în Untangle, Inc. În 2007, Untangle a lansat Untangle Gateway Platform ca open source sub licența GPLv2.
În anul 2007, Untangle s-a dezvoltat și a depǎșit 100.000 de utilizatori în 2.000 de organizații.